# KBS全国のど自慢
KBS全国のど自慢（ケービーエスぜんこくのどじまん 、韓国語表記：전국노래자랑）は、韓国KBS第1テレビで毎週日曜日午後0時10分から放送中の公開視聴者参加番組であり、現番組名では1980年から続く長寿番組である。

## 概要
「KBS杯争奪全国のど自慢」の名で1972年4月3日から1977年4月2日まで放送され、その後継番組として1980年12月2日にスタート。現時点で韓国において同一番組名で放送されている最長の番組である。平均視聴率は10～15％。
全国各地を巡回する公開収録方式になっている。冬場の屋内開催を除き、全編屋外収録になっている。毎回20組程度が出場し、自慢ののどを披露し、番組の終わりに最優秀賞と優秀賞がそれぞれ1名、奨励賞と人気賞が各若干名贈呈され、商品券とメダルが贈られる。
また、番組では毎回4-5組程度の出場者の演奏・歌唱が終わると、ゲスト歌手（全体で4-5組程度）の歌のコーナーが挿入される（日本のNHKのど自慢は全出場者の演奏後の審査中に2組の歌手の歌唱がある）。
また、半期に一度にはKBSホールにてチャンピオン大会を行い、上半期チャンピオンと下半期チャンピオンが戦い、年間チャンピオンが決定される。また、鐘（チューブラーベル）にあたる音は、アナウンスチャイム（百貨店等で呼び出しに使われるもの）である。

## 司会
- 李漢弼（朝鮮語版）（1980年 - 1985年）
- 李相瀧（朝鮮語版）（1985年 - 1986年）
- 崔宣奎（朝鮮語版）（KBSアナウンサー、1987年）
- 宋海（1988年 - 1994年4月、1994年10月 - 2022年5月）
- 林秀玟（朝鮮語版）（KBSアナウンサー、2022年5月- ）
- 李虎燮（朝鮮語版）（大韓民国の作曲家・作詞家、2022年5月- ）
- キム・シニョン (2022年10月16日 - 2024年3月24日)[1][2]
- ナム・ヒソク（朝鮮語版）（大韓民国のコメディアン、2024年3月31日- ）

## 過去の海外大会
- 北朝鮮・平壌（2003年8月）[3]
KBSと朝鮮中央テレビが共同制作して放送された[4][5][6][7][8][9][10][11]。北朝鮮の歌は、政治・軍事的な歌が多く、それに合格の判定をつけるのは失礼にあたるため、通常のアナウンスチャイム（ブザー）は鳴らさなかった。
- 日本・東京日比谷公会堂（2005年8月15日収録、9月19日放送）
光復節60周年と日韓国交正常化40周年を記念して開催された。
ちなみに主催者は在日本大韓民国民団で、光復節60周年記念式典の後に行われた。
- 中国・瀋陽市（2009年9月）[12]
秋夕特番として、瀋陽オリンピック・スポーツセンター・スタジアムにて収録。
- 中国・青島市（2011年2月）[13]
ソルラル特番として、国信体育館にて収録。

## エピソード
- 2010年6月20日に放送された全羅南道咸平郡の回で、養蜂業を営む男性が全身にミツバチをつけて出演した。地域住民の気さくな一面を演出する意図があったこと、事前収録であったため収録時には救急車や消防車も待機させていたなどとKBSは釈明しているが、嫌悪感を示した視聴者から批判が殺到した[14]。

## 日本での放送
- 嘗てはCS放送KNTVで、毎週日曜日午後1時から時差放送していた。
- 2006年3月のKBSワールド（スカパー!プレミアムサービス791 ch→656ch／スカパー!317ch）の開局に伴い、放送権が同局に移転した。2022年6月現在は、毎週日曜日朝6時から時差放送されている。

以前は毎週土曜日午前8時に時差放送、日曜日午後3時10分に再放送されていた。